# Selección femenina de fútbol de los Estados Unidos
La selección femenina de fútbol de los Estados Unidos (en inglés, United States women's national soccer team) es el equipo nacional que representa al país en las competiciones oficiales del fútbol femenino. Su organización está a cargo de la Federación de Fútbol de los Estados Unidos (en inglés: United States Soccer Federation), perteneciente a la Concacaf y a la FIFA. Actualmente, la selección es una de las más exitosas del mundo en su categoría.
Fue campeona de la Copa Mundial Femenina de la FIFA en 4 ocasiones en 1991, 1999, 2015 y 2019. Consiguió 5 veces la medalla de oro en los Juegos Olímpicos en 1996, 2004, 2008, 2012 y 2024. Ganó el Campeonato Femenino de la Concacaf en 9 oportunidades en 1991, 1993, 1994, 2000, 2002, 2006, 2014, 2018 y 2022. En torneos amistosos, obtuvo 10 Copas Algarve y 5 veces la Copa SheBelieves.
Jugadoras como Briana Scurry, Michelle Akers, Mia Hamm, Kristine Lilly, Hope Solo, Abby Wambach, Alex Morgan, Carli Lloyd y Megan Rapinoe, son algunas de las futbolistas más importantes en la historia de la selección femenina.

## Historia

### 1985 - 1999
En 1985, en un momento que el fútbol femenino a nivel universitario estaba en pleno crecimiento, se jugó el primer encuentro en la historia de la selección femenina contra Italia en la ciudad italiana de Jesolo. Terminó siendo una derrota de 0-1. En los siguientes juegos, los resultados no han sido buenos, pero al pasar de los años, el equipo nacional ha podido mejorar de manera constante su rendimiento.
En 1991, la selección femenina jugó el Campeonato femenino de la Concacaf, en el cual terminó como campeona del torneo y se clasificó a la primera Copa Mundial Femenina de la FIFA de dicho año celebrada en China. El estreno del equipo fue contra Suecia, donde lograron una victoria de 3-2. Luego, consiguió dos victorias ante Brasil con una goleada de 5-0 y un triunfo de 3-0 sobre Japón. Con esto, finalizó en el primer lugar en el grupo B. En los cuartos de final, derrotó sin problemas a Taiwán por 7-0, mientras que en las semifinales consiguió ganar a la selección de Alemania por 5-2. Estados Unidos se coronó como el primer campeón en la historia del mundial femenino luego de derrotar en la final por 2-1 a Noruega, los dos goles estadounidenses fueron marcados por Michelle Akers. Akers finalizó la competencia 10 goles anotados, mientras que Carin Jennings fue escogida como la mejor jugadora del Mundial.
La selección femenina de los Estados Unidos participó en la primera edición del torneo de fútbol femenino de los Juegos Olímpicos, en las olimpiadas de Atlanta de 1996. En el grupo E logró dos victorias contra Dinamarca (3-0) y Suecia (2-1) y un empate 0-0 ante China. En la fase final del torneo, derrotó a Noruega en la prórroga por 2-1, y en la final venció a China con un resultado de 2-1 con dos goles de Shannon MacMillan y Tiffeny Milbrett, con esto, Estados Unidos se quedó con la medalla de oro.
En 1999, Estados Unidos fue sede de la Copa Mundial Femenina, la realización de este torneo fue fomentar el crecimiento del fútbol femenino y del fútbol estadounidense en general, tras la exitosa organización de la Copa Mundial masculina de 1994 en dicho país y la inauguración de la Major League Soccer en 1996. La selección femenina consiguió tres victorias en el grupo A ante Dinamarca (3-0), Nigeria (7-1) y Corea del Norte (3-0). En los cuartos de final, venció por 3-2 contra Alemania, en un partido parejo, luego, en las semifinales, derrotó por 2-0 a Brasil y logrando su segunda aparición en un final del mundial femenino. En la gran final, la selección de los Estados Unidos venció en la tanda de penales a China por 5-4 y quedándose con su segunda copa mundial femenina en la historia. Tras el triunfo de Estados Unidos, fue un gran paso para la continuación del crecimiento del fútbol estadounidense. Debido al éxito del fútbol femenino, en 2000 se fundó la primera liga profesional de soccer femenino en el país, la Women's United Soccer Association (WUSA).

### 2000 - 2009
En la Copa Mundial femenina realizada en su país en 2003, solo terminaron en el tercer lugar. Pero en el torneo de fútbol femenino de los Juegos Olímpicos de 2004 en Atenas, fue una gran opción de volver a ser un equipo ganador. En la fase de grupos, la selección femenina logró dos victorias contra Grecia (3-0) y Brasil (2-1), y un empate ante Australia (1-1). En la fase final, Estados Unidos venció a Japón por 2-1, por otro lado en las semifinales, derrotó en el tiempo extra por 2-1 contra Alemania. En la final, nuevamente jugó con Brasil y conquistó la medalla de oro luego de ganar en por 2-1 en la prórroga. Abby Wambach dio el gol de la victoria.
En la Copa Mundial femenina de 2007, la selección femenina consiguió el tercer lugar después de ganar 4-1 a Noruega. En el 2008, el equipo nacional femenino estadounidense jugó el torneo de fútbol femenino de los Juegos Olímpicos en Pekín. En el primer partido cayó 0-2 contra Noruega, pero en el resto de los dos encuentros en la fase grupal fueron triunfos ante Japón por 1-0 y una goleada de 4-0 sobre Nueva Zelanda. En los cuartos de final venció en el tiempo extra por 2-1 a Canadá. En las semifinales, consiguió su pase a la final luego de ganar ante las japonesas con un marcador de 4-2. Estados Unidos derrotó por 1-0 en los 120 minutos contra la selección de Brasil con tanto de Carli Lloyd y obteniendo la medalla de oro. En ese mismo año, Estados Unidos se quedó con la Copa Algarve, Four Nations Tournament y la Peace Queen Cup.

### 2010 - 2024
Estados Unidos llegó a su tercera final en la Copa Mundial femenina de 2011, pero perdió por primera vez en esa instancia contra la selección de Japón en la tanda de penales. Mientras que en el torneo de fútbol femenino de los Juegos Olímpicos de 2012 en Londres, Estados Unidos consiguió tres victorias ante Francia (4-2), Colombia (3-0), y Corea del Norte (1-0). En los cuartos de final, derrotaron a Nueva Zelanda por 2-0. En las semifinales, en un gran partido el equipo nacional femenino venció por 4-3 a Canadá. En la final, Estados Unidos se quedó con la presea dorada después de ganar a Japón por 2 a 1. Carli Lloyd anotó los dos goles estadounidenses. Abby Wambach fue la jugadora con más goles en la edición con 10 goles marcados.
La selección femenina jugó nuevamente la Copa Mundial femenina en la edición de 2015 en Canadá. Comenzó su participación en la fase de grupos con una victoria de 3-1 contra Australia, con dos goles de Megan Rapinoe y uno de Christen Press. En el segundo partido fue un empate sin goles ante Suecia, y mientras que en el tercer juego venció a Nigeria por 1-0, Abby Wambach marcó el único tanto. En los octavos de final derrotó a Colombia con un marcador de 2-0. Estados Unidos venció en los cuartos de final con un gol de Carli Lloyd a China. En las semifinales fue triunfo de contra Alemania por 2-0, en un partido muy disputado, Lloyd y Kelley O'Hara anotaron para las estadounidenses. En la final, fue con Japón, y Estados Unidos logró ganar por 5-2. Lloyd hizo tres goles, mientras que Lauren Holiday y Tobin Heath marcaron en la victoria. Loyd fue elegida como la mejor jugadora del mundial, y Hope Solo fue escogida como la mejor arquera.

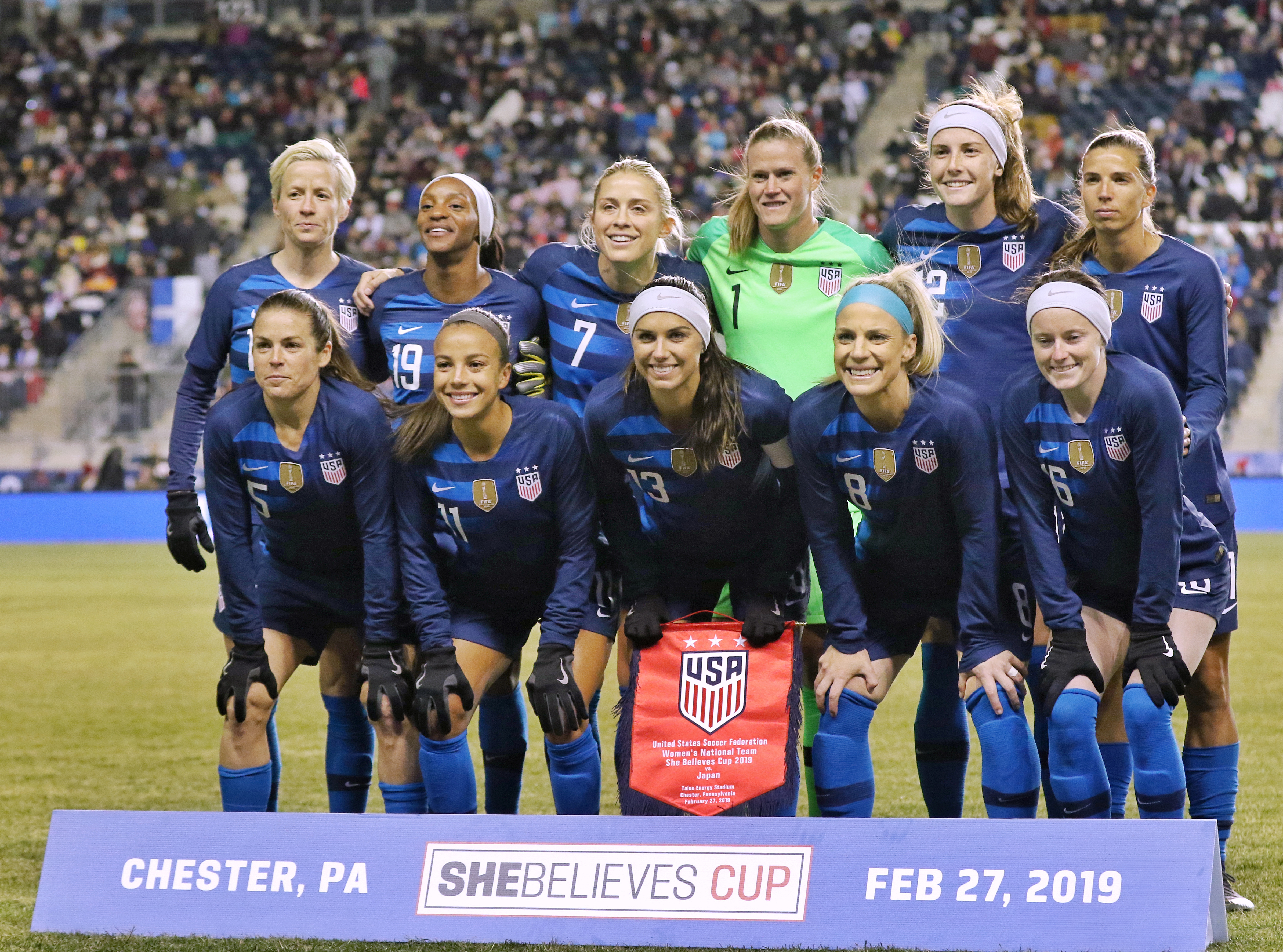
La selección femenina en un partido amistoso contra Japón en 2019.

Estados Unidos jugó el torneo de fútbol femenino de los Juegos Olímpicos de 2016 en Río de Janeiro, sin embargo, fue eliminado en cuartos de final y siendo la primera vez en su historia que no avanza a las semifinales de esa competencia. En la Copa Mundial femenina de 2019, la selección femenina empezó ganando con una impresionante goleada de 13-0 a Tailandia, en ese partido, Alex Morgan marcó 5 goles. En el segundo partido fue triunfo de 3-0 contra Chile, mientras que en el tercer encuentro logró vencer a Suecia por 2-0. En la ronda de los octavos de final, derrotó por 2-1 a España. En los cuartos de final, Estados Unidos consiguió otra victoria frente a Francia por 2-1, Megan Rapinoe anotó los dos tantos estadounidenses. Para el partido de semifinales contra la selección de Inglaterra, con goles de Christen Press y de Morgan, lograron derrotar con un marcador de 2-1. En la gran final, en un encuentro donde hubo juego físico y muy disputado, Estados Unidos venció a los Países Bajos por 2-1. Rapinoe marcó de penal y Rose Lavelle hizo el segundo gol. Rapinoe fue elegida como la mejor futbolista del torneo.
La selección estadounidense disputó el torneo de fútbol femenino de los Juegos Olímpicos de Tokio en el año 2021 debido a la pandemia por COVID-19, consiguiendo la medalla de bronce tras derrotar a Australia por 3-4, luego de perder las semifinales con Canadá, la cual fue la campeona del torneo. En la Copa Mundial femenina de 2023 realizada en Australia y Nueva Zelanda, comenzó con una victoria ante Vietnam por 3-0, en el segundo partido con un empate de 1-1 ante los Países Bajos y en el tercer partido un empate sin goles ante la debutante Portugal, pasando como segunda de grupo por detrás de las neerlandesas, en los octavos de final se midió ante Suecia, perdiendo en la tanda de penales por 5-4 tras los fallos de Megan Rapinoe, Sophia Smith y Kelley O'Hara, siendo la primera vez que Estados Unidos no consigue llegar a las semifinales del mundial femenino.

## Últimos y próximos encuentros
Actualizado al último partido jugado el 2 de julio de 2025
| Fecha      | Ciudad         | Local          | Resultado | Visitante      | Competición          |
| ---------- | -------------- | -------------- | --------- | -------------- | -------------------- |
| 03-12-2024 | La Haya        | Países Bajos   | 1:2       | Estados Unidos | Partido amistoso     |
| 20-02-2025 | Houston        | Estados Unidos | 2:0       | Colombia       | SheBelieves Cup 2025 |
| 23-02-2025 | Glendale       | Estados Unidos | 2:1       | Australia      | SheBelieves Cup 2025 |
| 26-02-2025 | San Diego      | Estados Unidos | 1:2       | Japón          | SheBelieves Cup 2025 |
| 05-04-2025 | Inglewood      | Estados Unidos | 2:0       | Brasil         | Partido amistoso     |
| 08-04-2025 | San José       | Estados Unidos | 1:2       | Brasil         | Partido amistoso     |
| 31-05-2025 | Saint Paul     | Estados Unidos | 3:0       | China          | Partido amistoso     |
| 03-06-2025 | St. Louis      | Estados Unidos | 4:0       | Jamaica        | Partido amistoso     |
| 26-06-2025 | Commerce City  | Estados Unidos | 4:0       | Irlanda        | Partido amistoso     |
| 29-06-2025 | Cincinnati     | Estados Unidos | 4:0       | Irlanda        | Partido amistoso     |
| 02-07-2025 | Washington D.C | Estados Unidos | 3:0       | Canadá         | Partido amistoso     |
| 23-10-2025 | Chester        | Estados Unidos | -:-       | Portugal       | Partido amistoso     |
| 26-10-2025 | East Hartford  | Estados Unidos | -:-       | Portugal       | Partido amistoso     |

## Estadísticas

### Copa Mundial Femenina de Fútbol
| Edición                        | Resultado        | Posición | PJ | PG | PE | PP | GF  | GC |
| ------------------------------ | ---------------- | -------- | -- | -- | -- | -- | --- | -- |
| China 1991                     | Campeón          | 1°       | 6  | 6  | 0  | 0  | 25  | 5  |
| Suecia 1995                    | Tercer Lugar     | 3°       | 7  | 4  | 1  | 1  | 15  | 5  |
| Estados Unidos 1999            | Campeón          | 1°       | 6  | 5  | 1  | 0  | 18  | 3  |
| Estados Unidos 2003            | Tercer Lugar     | 3°       | 6  | 5  | 0  | 1  | 15  | 5  |
| China 2007                     | Tercer Lugar     | 3°       | 6  | 4  | 1  | 1  | 12  | 7  |
| Alemania 2011                  | Subcampeón       | 2°       | 6  | 3  | 2  | 1  | 13  | 7  |
| Canadá 2015                    | Campeón          | 1°       | 7  | 6  | 1  | 0  | 14  | 3  |
| Francia 2019                   | Campeón          | 1°       | 7  | 7  | 0  | 0  | 26  | 3  |
| Australia y Nueva Zelanda 2023 | Octavos de final | 9°       | 4  | 1  | 3  | 0  | 4   | 1  |
| Total                          | 9/9              | 1°       | 55 | 41 | 9  | 4  | 142 | 39 |

### Juegos Olímpicos
| Edición             | Resultado                   | Posición                    | PJ                          | PG                          | PE                          | PP                          | GF                          | GC                          |
| ------------------- | --------------------------- | --------------------------- | --------------------------- | --------------------------- | --------------------------- | --------------------------- | --------------------------- | --------------------------- |
| Atlanta 1996        | Medalla de oro              | 1.°                         | 5                           | 4                           | 1                           | 0                           | 9                           | 3                           |
| Sídney 2000         | Medalla de plata            | 2.°                         | 6                           | 4                           | 1                           | 1                           | 9                           | 5                           |
| Atenas 2004         | Medalla de oro              | 1.°                         | 6                           | 5                           | 1                           | 0                           | 12                          | 4                           |
| Pekín 2008          | Medalla de oro              | 1.°                         | 6                           | 5                           | 0                           | 1                           | 12                          | 5                           |
| Londres 2012        | Medalla de oro              | 1.°                         | 6                           | 6                           | 0                           | 0                           | 16                          | 6                           |
| Río de Janeiro 2016 | Cuartos de final            | 5°                          | 4                           | 2                           | 2                           | 0                           | 6                           | 3                           |
| Tokio 2021          | Medalla de bronce           | 3.°                         | 6                           | 2                           | 2                           | 2                           | 12                          | 10                          |
| París 2024          | Medalla de oro              | 1.°                         | 6                           | 6                           | 0                           | 0                           | 12                          | 2                           |
| Los Ángeles 2028    | Clasificada como anfitriona | Clasificada como anfitriona | Clasificada como anfitriona | Clasificada como anfitriona | Clasificada como anfitriona | Clasificada como anfitriona | Clasificada como anfitriona | Clasificada como anfitriona |
| Total               | 8/8                         | 1.°                         | 44                          | 33                          | 7                           | 4                           | 88                          | 38                          |

### Premundial Femenino de la Concacaf
| Edición                      | Resultado         | Posición          | PJ                | PG                | PE                | PP                | GF                | GC                |
| ---------------------------- | ----------------- | ----------------- | ----------------- | ----------------- | ----------------- | ----------------- | ----------------- | ----------------- |
| Haití 1991                   | Campeón           | 1°                | 5                 | 5                 | 0                 | 0                 | 49                | 0                 |
| Estados Unidos 1993          | Campeón           | 1°                | 3                 | 3                 | 0                 | 0                 | 13                | 0                 |
| Canadá 1994                  | Campeón           | 1°                | 4                 | 4                 | 0                 | 0                 | 16                | 1                 |
| Canadá 1998                  | Sin participación | Sin participación | Sin participación | Sin participación | Sin participación | Sin participación | Sin participación | Sin participación |
| Estados Unidos 2000          | Campeón           | 1°                | 5                 | 4                 | 1                 | 0                 | 24                | 1                 |
| Estados Unidos y Canadá 2002 | Campeón           | 1°                | 5                 | 5                 | 0                 | 0                 | 24                | 1                 |
| Estados Unidos 2006          | Campeón           | 1°                | 2                 | 2                 | 0                 | 0                 | 4                 | 1                 |
| México 2010                  | Semifinales       | 3°                | 5                 | 4                 | 0                 | 1                 | 22                | 2                 |
| Estados Unidos 2014          | Campeón           | 1°                | 5                 | 5                 | 0                 | 0                 | 21                | 0                 |
| Estados Unidos 2018          | Campeón           | 1°                | 5                 | 5                 | 0                 | 0                 | 26                | 0                 |
| México 2022                  | Campeón           | 1°                | 5                 | 5                 | 0                 | 0                 | 13                | 0                 |
| Total                        | 10/11             | 1°                | 44                | 42                | 1                 | 1                 | 212               | 6                 |

### Copa Oro Femenina de la Concacaf
| Edición             | Resultado | Posición | PJ | PG | PE | PP | GF | GC |
| ------------------- | --------- | -------- | -- | -- | -- | -- | -- | -- |
| Estados Unidos 2024 | Campeón   | 1°       | 6  | 4  | 1  | 1  | 15 | 4  |
| Total               | 1/1       | 1°       | 6  | 4  | 1  | 1  | 15 | 4  |

## Jugadoras

### Última convocatoria
Jugadoras convocadas para la Copa Mundial de 2023.
Entrenadora:  Emma Hayes
| No. | Pos. | Jugadora         | Fecha de nacimiento (edad)        | Apa. | Goles | Club                   |
| --- | ---- | ---------------- | --------------------------------- | ---- | ----- | ---------------------- |
| 2   | MED  | Ashley Sanchez   | 16 de marzo de 1999 (24 años)     | 24   | 3     | Washington Spirit      |
| 3   | DEF  | Sofia Huerta     | 14 de diciembre de 1992 (30 años) | 29   | 0     | OL Reign               |
| 4   | DEF  | Naomi Girma      | 14 de junio de 2000 (23 años)     | 15   | 0     | San Diego Wave         |
| 5   | DEF  | Kelley O'Hara    | 4 de agosto de 1988 (34 años)     | 157  | 3     | Gotham FC              |
| 6   | DEL  | Lynn Williams    | 21 de mayo de 1993 (30 años)      | 52   | 15    | Gotham FC              |
| 7   | DEL  | Alyssa Thompson  | 7 de noviembre de 2004 (18 años)  | 3    | 0     | Angel City FC          |
| 8   | MED  | Julie Ertz       | 6 de abril de 1992 (31 años)      | 118  | 20    | Angel City FC          |
| 9   | MED  | Savannah DeMelo  | 26 de marzo de 1998 (25 años)     | 0    | 0     | Racing Louisville      |
| 10  | MED  | Lindsey Horan    | 26 de mayo de 1994 (29 años)      | 128  | 27    | Lyon                   |
| 11  | DEL  | Sophia Smith     | 10 de agosto de 2000 (22 años)    | 29   | 12    | Portland Thorns        |
| 12  | DEF  | Alana Cook       | 11 de abril de 1997 (26 años)     | 24   | 1     | OL Reign               |
| 14  | DEF  | Emily Sonnett    | 25 de noviembre de 1993 (29 años) | 74   | 1     | OL Reign               |
| 16  | MED  | Rose Lavelle     | 14 de mayo de 1995 (28 años)      | 88   | 24    | OL Reign               |
| 17  | MED  | Andi Sullivan    | 20 de diciembre de 1995 (27 años) | 44   | 3     | Washington Spirit      |
| 18  | POR  | Casey Murphy     | 25 de abril de 1996 (27 años)     | 14   | 0     | North Carolina Courage |
| 19  | DEF  | Crystal Dunn     | 3 de julio de 1992 (31 años)      | 131  | 24    | Portland Thorns        |
| 20  | DEL  | Trinity Rodman   | 20 de mayo de 2002 (21 años)      | 17   | 2     | Washington Spirit      |
| 21  | POR  | Aubrey Kingsbury | 20 de noviembre de 1991 (31 años) | 1    | 0     | Washington Spirit      |
| 22  | MED  | Kristie Mewis    | 25 de febrero de 1991 (32 años)   | 51   | 7     | Gotham FC              |
| 23  | DEF  | Emily Fox        | 5 de julio de 1998 (25 años)      | 28   | 1     | North Carolina Courage |

### Jugadoras con más participaciones

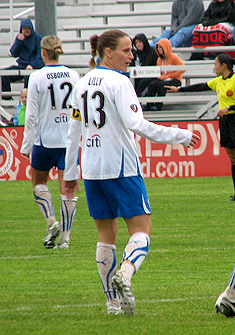
Kristine Lilly es la jugadora con más participaciones en la selección.

A continuación se muestra un listado de las 10 jugadoras con más partidos en la selección femenina estadounidense. En negrillas están los nombres de las jugadoras que aún se encuentran activos:
| Puesto | Nombre           | Período     | Participaciones | Goles |
| ------ | ---------------- | ----------- | --------------- | ----- |
| 1      | Kristine Lilly   | 1987 - 2010 | 354             | 130   |
| 2      | Carli Lloyd      | 2005 - 2021 | 316             | 134   |
| 3      | Christie Rampone | 1997 - 2015 | 311             | 4     |
| 4      | Mia Hamm         | 1987 - 2004 | 276             | 158   |
| 5      | Julie Foudy      | 1988 - 2004 | 274             | 45    |
| 6      | Abby Wambach     | 2001 - 2015 | 255             | 184   |
| 7      | Joy Fawcett      | 1987 - 2004 | 241             | 27    |
| 8      | Heather O'Reilly | 2002 - 2016 | 231             | 47    |
| 9      | Becky Sauerbrunn | 2008 - 2024 | 214             | 0     |
| 10     | Tiffeny Milbrett | 1991 - 2005 | 206             | 100   |

### Máximas goleadoras

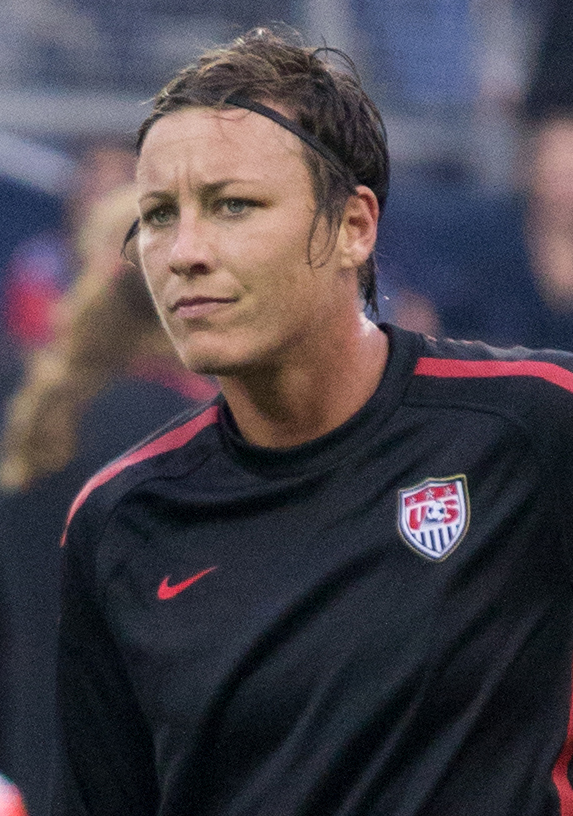
Abby Wambach es la máxima anotadora de la selección.

A continuación se muestra un listado de las 10 jugadoras con más goles anotados en la selección femenina estadounidense: En negrillas están los nombres de las jugadoras que aún se encuentran activos.
| Puesto | Nombre           | Período     | Goles | Partidos |
| ------ | ---------------- | ----------- | ----- | -------- |
| 1      | Abby Wambach     | 2001 - 2015 | 184   | 255      |
| 2      | Mia Hamm         | 1987 - 2004 | 158   | 276      |
| 3      | Carli Lloyd      | 2005 - 2021 | 134   | 316      |
| 4      | Kristine Lilly   | 1987 - 2010 | 130   | 354      |
| 5      | Alex Morgan      | 2010 - 2024 | 121   | 204      |
| 6      | Michelle Akers   | 1985 - 2000 | 107   | 155      |
| 7      | Tiffeny Milbrett | 1991 - 2005 | 100   | 206      |
| 8      | Cindy Parlow     | 1996 - 2004 | 75    | 158      |
| 9      | Christen Press   | 2013 - 2021 | 64    | 155      |
| 10     | Megan Rapinoe    | 2006 - 2023 | 63    | 199      |

### XI ideal histórico de la selección femenina
En diciembre de 2013, la Federación de Fútbol de los Estados Unidos anunció el XI ideal histórico de la selección femenina estadounidense, por motivos de la celebración de los 100 años de dicha federación.
| Pos. | Futbolista       | Años en la selección |
| ---- | ---------------- | -------------------- |
| POR  | Briana Scurry    | 1994 - 2008          |
| DEF  | Brandi Chastain  | 1988 - 2004          |
| DEF  | Joy Fawcett      | 1987 - 2004          |
| DEF  | Carla Overbeck   | 1988 - 2000          |
| DEF  | Christie Rampone | 1997 - 2015          |
| MED  | Michelle Akers   | 1985 - 2000          |
| MED  | Julie Foudy      | 1988 - 2004          |
| MED  | Kristine Lilly   | 1987 - 2010          |
| DEL  | Mia Hamm         | 1987 - 2004          |
| DEL  | Alex Morgan      | 2010 - 2024          |
| DEL  | Abby Wambach     | 2001 - 2015          |

## Palmarés

### Selección Mayor (Absoluta)
- Copa Mundial Femenina de Fútbol (4): 1991, 1999, 2015, 2019.
- Campeonato Femenino de la Concacaf (9): 1991, 1993, 1994, 2000, 2002, 2006, 2014, 2018, 2022.
- Copa Oro Femenina de la Concacaf (1): 2024.
- Fútbol en los Juegos Olímpicos:
  -  Medalla de oro (5): 1996, 2004, 2008, 2012, 2024.
  -  Medalla de plata (1): 2000.
  -  Medalla de bronce (1): 2020
- Preolímpico Femenino de Concacaf (5): 2004, 2008, 2012, 2016, 2020.
- Fútbol en los Juegos Panamericanos 
  -  Medalla de oro (1): 1999.
  -  Medalla de plata (1): 2007.
  -  Medalla de bronce (1): 2023.

### Torneos amistosos
- Copa América del Norte (1): 1990.
- Copa Canadá (1): 1990.
- Copa Albena (1): 1991.
- Copa Columbus (1): 1993.
- Copa Chiquita (1): 1994.
- Torneo de las Tres Naciones (1): 1994.
- Torneo Internacional (1): 1995.
- Copa USA (7): 1995, 1996, 1997, 1998, 1999, 2000, 2002.
- Copa Brasil (1): 1996.
- Juegos de la Buena Voluntad (1): 1998.
- Torneo de Fútbol Femenino Cuatro Naciones (7): 1998, 2003, 2004, 2006, 2007, 2008, 2011.
- Copa Australia (1): 2000.
- Torneo del Centenario de la DFB (1): 2000.
- Copa Pacífico (1): 2000.
- Copa de Algarve (10): 2000, 2003, 2004, 2005, 2007, 2008, 2010, 2011, 2013, 2015.
- Copa Reina de la Paz (2): 2006, 2008.
- Copa SheBelieves (7): 2016, 2018, 2020, 2021, 2022, 2023, 2024.
- Torneo de Naciones (1): 2018.

### Selección Sub-20 (Juvenil)
- Copa Mundial Femenina de Fútbol Sub-20 (3): 2002, 2008 y 2012.
- Campeonato Femenino Sub-20 de la Concacaf (6): 2006, 2010, 2012, 2014, 2015, 2020.

### Selección Sub-17 (Pre-Juvenil)
- Campeonato Femenino Sub-17 de la Concacaf (4): 2008, 2012, 2016, 2018.
- Subcampeón de la Copa Mundial Femenina de Fútbol Sub-17 (1): 2008.

## Entrenadores
| Entrenador        | Período         |
| ----------------- | --------------- |
| Mike Ryan         | 1985            |
| Anson Dorrance    | 1986-1994       |
| Tony DiCicco      | 1994-1999       |
| Lauren Gregg      | 1997, 2000      |
| April Heinrichs   | 2000-2004       |
| Greg Ryan         | 2005-2007       |
| Pia Sundhage      | 2007-2012       |
| Tom Sermanni      | 2013-2014       |
| Jill Ellis        | 2012, 2014-2019 |
| Vlatko Andonovski | 2019-2023       |
| Twila Kilgore     | 2023-2024       |
| Emma Hayes        | 2024-act.       |